# Galería Gagosian
La Galería Gagosian es una galería de Arte contemporáneo propiedad de Larry Gagosian. La galería tiene diez sedes: cuatro en Estados Unidos (tres en Nueva York, una en Beverly Hills), dos en Londres, dos en Suiza (Basilea y Ginebra), una en Roma, Italia, una en Atenas, Grecia, y una en París, Francia.

## Historia

### Años 1980
La Galería Gagosian comenzó su andadura en 1979 en Los Ángeles. En 1985, el negocio se trasladó de Los Ángeles a Nueva York. En 1986, Gagosian abrió una segunda sede en la calle 23 Oeste en Manhattan.
La Galería Gagosian programa exposiciones de arte contemporáneo y también presenta obras de Arte moderno.

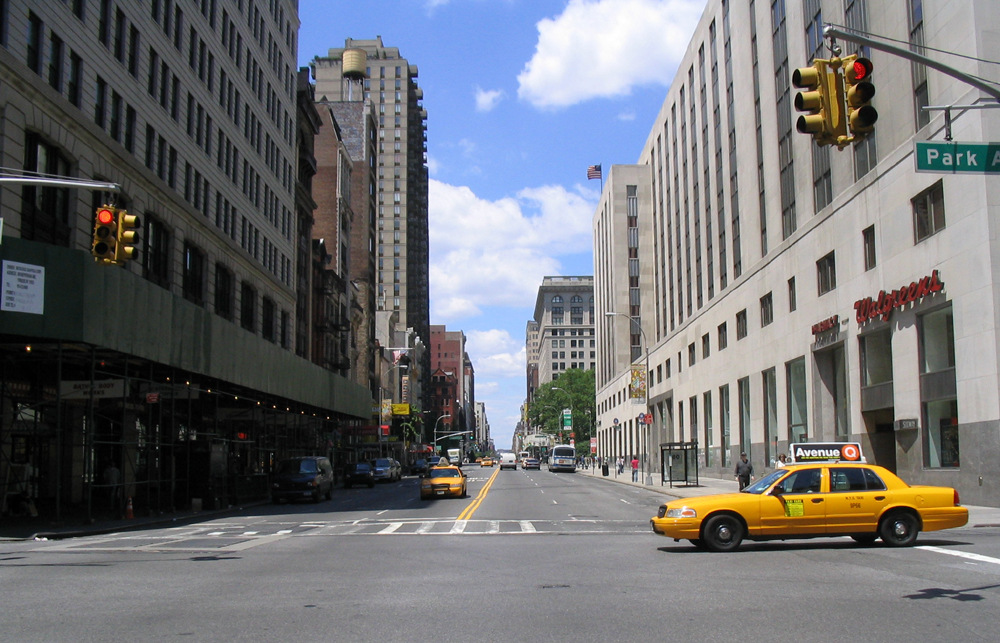
Sede de la Galería Gagosian en la calle 23 Oeste de Nueva York, inaugurada en 1986

En los años 1980, la sede de Los Ángeles exhibía obras de jóvenes artistas como Eric Fischl, Jean-Michel Basquiat y David Salle, y la sede de Nueva York preparaba exposiciones dedicadas a la historia de la Escuela de Nueva York, el Expresionismo abstracto y el Pop Art mostrando obras de Robert Rauschenberg, Roy Lichtenstein y Willem de Kooning.
En 1989, una nueva y gran galería se abrió al público en la ciudad de Nueva York en el número 980 de la Avenida Madison con la exposición inaugural: "The Maps of Jasper Johns" (Los mapas de Jasper Johns). Durante los dos primeros años, este espacio presentó obras de Yves Klein, Andy Warhol, Cy Twombly y Jackson Pollock. En ese tiempo, artistas como Walter De Maria, Philip Taaffe o Francesco Clemente también exhibieron en la galería.

### Años 1990
En 1991 abrió la segunda sede neoyorkina de la Galería Gagosian en el SoHo, en aquel momento el centro de la modernidad de la ciudad. Esta sede mostraba obras de jóvenes artistas como Ellen Gallagher, Jenny Saville, Douglas Gordon y Cecily Brown. Mientras que la otra sede mantenía las exposiciones históricas y esculturas monumentales de Miró, Calder y Moore.
Andy Warhol fue expuesto en ambas galerías de Nueva York.
Gagosian abrió una sede en Beverly Hills creada por el arquitecto Richard Meier en 1995. La galería de Beverly Hills gallery proponía exposiciones de Edward Ruscha, Nan Goldin, Frank Gehry, Jeff Koons y Richard Prince. También exhibía obras de artistas modernos como Pablo Picasso, Roy Lichtenstein y arte expresionista.
En 1999, la sede de la Galería Gagosian del SoHo se trasladó la calle 24 Oeste en el barrio industrial de Chelsea. Richard Gluckman creó la nueva sede en la cual se exponía la monumental obra de Richard Serra llamada “Switch,” en noviembre de 1999. El muevo espacio fue completamente completado en septiembre de ese año. 

### Principios desigloXXI
En la primavera de 2000, Gagosian se convirtió en una galería internacional con la inauguración de una sede creada por Caruso St John en la calle Heddon en Piccadilly, Londres. 
Una segunda galería en Londres, también diseñada por Caruso St John, en la calle Britannia, se inauguró en mayo de 2004 con pinturas y esculturas deCy Twombly. Con una dimensión equivalente a la de Chelsea, también concentra la galería comercial más grande de Londres.

### Años 2010
En 2010, Gagosian inauguró su sede en París de 350 m² en el número 4 de la calle de Ponthieu. A principios de 2011, la galería, que ha tenido una representación en Hong Kong desde 2008, inauguró en esa ciudad un espacio de exposición.

## Récords de subastas
La Galería Gagosian ha tratado de mantener el nivel económico de las obras de sus artistas jugando un papel activo en las subastas de arte. Cuando Christie's marcó el récord por un relieve en bronce de Henri Matisse en 48.800.000 dólares en 2010, el comprador fue la Galería Gagosian. También la Galería pujó por la obra de Ed Ruscha' Angry Because It’s Plaster, Not Milk (1965) por 3.200.000 dólares en Phillips de Pury en 2010, marcando también una subasta record por una obra del artista. Not long after joining Gagosian Gallery in 2003, the painter John Currin made his auction record of $847,500; his highest price before was a little over half that.

## Expansión a Rusia
Las estrechas relaciones con los coleccionistas rusos y una considerable expansión en el mundo del arte en aquel país, animaron a la Galería Gagosian a acoger exposiciones temporales en Moscú. en 2007, "Insight?" presentó obras de Jeff Koons, Damien Hirst, Willem de Kooning y Pablo Picasso, en la lujosa Baklaya.[cita requerida]
En 2008, la Galería Gagosian acogió una exhibición en grupo en el río de Moscú en la denominada "Red October Chocolate Factory", que incluía más de 100 obras de artistas de la Galería.

## Artistas
Los artistas expuestos incluyen:
| - Ghada Amer - Richard Artschwager - Francis Bacon - Roger Ballen - François-Marie Banier - Georg Baselitz - Jean-Michel Basquiat - Max Beckmann - Joseph Beuys - Alighiero e Boetti - Dike Blair - Cecily Brown - Glenn Brown - Chris Burden - Alexander Calder - Francesco Clemente - Dan Colen - Michael Craig-Martin - Gregory Crewdson - John Currin - Dexter Dalwood - Willem de Kooning - Denise De La Rue - Walter De María - Philip-Lorca diCorcia - Alberto Di Fabio - Mark di Suvero - Todd Eberle - Tracey Emin - Roe Ethridge - Lucio Fontana - Tom Friedman - Ellen Gallagher - Gelitin - Alberto Giacometti | - Douglas Gordon - Arshile Gorky - Mark Grotjahn - Andreas Gursky - Richard Hamilton - Damien Hirst - Howard Hodgkin - Carsten Höller - Edward Hopper - Roni Horn - Rachel Howard - Neil Jenney - Jasper Johns - Y.Z. Kami - Mike Kelley - Anselm Kiefer - Martin Kippenberger - Yves Klein - Franz Kline - Jeff Koons - Yayoi Kusama - Roy Lichtenstein - Maya Lin - Vera Lutter - Florian Maier-Aichen - Monica Majoli - Sally Mann - Piero Manzoni - Mario Merz - Joel Morrison - Takashi Murakami - Marc Newson - Paul Noble - Tim Noble & Sue Webster - Steven Parrino | - Pino Pascali - Paul Pfeiffer - Richard Phillips - Pablo Picasso - Jackson Pollock - Richard Prince - Anselm Reyle - Nancy Rubins - Ed Ruscha - Tom Sachs - Jenny Saville - Julian Schnabel - Richard Serra - Cindy Sherman - Elisa Sighicelli - Taryn Simon - David Smith - Alec Soth - Hiroshi Sugimoto - Philip Taaffe - Mark Tansey - Al Taylor - Robert Therrien - Cy Twombly - Piotr Uklański - Francesco Vezzoli - Andy Warhol - John Waters - Lawrence Weiner - Franz West - Rachel Whiteread - Christopher Wool - Richard Wright - Aaron Young |

## Prensa
Larry Gagosian está considerado como uno de los 10 más importantes en la revista de arte "Power 100" que reseña las 100 personas más importantes en el mundo del arte contemporáneo. (#1 en 2004 y #2 en 2005, 2006, 2007, 2008).
El crítico de arte Jed Perl, escribió en  New Republic, un enseyo titulado: "What money is doing to art, or how the art world lost its mind: Laissez-Faire Aesthetics," en el que indicaba que, "The big galleries don't do shows anymore, they do coronations and requiems. Larry Gagosian has perfected this style. His exhibition spaces are so extraordinarily scaled that on the rare occasions when the art is really good, as was the case with the David Smith show Personnage last spring, the grandiosity can feel genuine. But when the coronation is for John Currin, the corruption is almost unbearable."